# Elizabeth Livingstone
Elizabeth Anne Livingstone (7 luglio 1929 – Iffley, 1º gennaio 2023) è stata una teologa britannica, di fede anglicana, specializzata negli studi patristici.
Con Frank Leslie Cross, fondatore dell’Oxford International Conference on Patristic Studies, fu coautrice dell'opera The Oxford Dictionary of the Christian Church fin dalla sua edizione, di cui rimase l'unica curatrice, dopo la morte del collega nel 1968. Successivamente, pubblicò una sintesi nel The Concise Oxford Dictionary of the Christian Church.

## Formazione
Dopo aver conseguito il Master of Arts all'Università di Oxford, ricevette il Lambeth degree rilasciato dall'Arcivescovo di Canterbury quale Doctor of Divinity, e divenne docente e membro onorario del Collegio di Santo Stefano, una delle sei istituzioni educative storiche di Oxford.

Dal 1968 al 1995 organizzò la Conferenza Internazionale di Studi Patristici di Oxford, occupandosi della raccolta e pubblicazione dei relativi atti col nome di Studia Patristica.

## Onorificenze
Nel 1986 fu menzionata per l'Ordine dell'Impero Britannico, a motivo dei "servizi agli studi patristici", e nel 2015 fu una delle quattro personalità insignite dall'Accademia Britannica con la President's Medal.

## Opere
- Frank Leslie Cross e E. A. Livingstone, The Oxford Dictionary of the Christian Church, 3a, Oxford, Oxford University Press, 1997, ISBN 978-0-19-211655-0.